# Windenergie in Indien

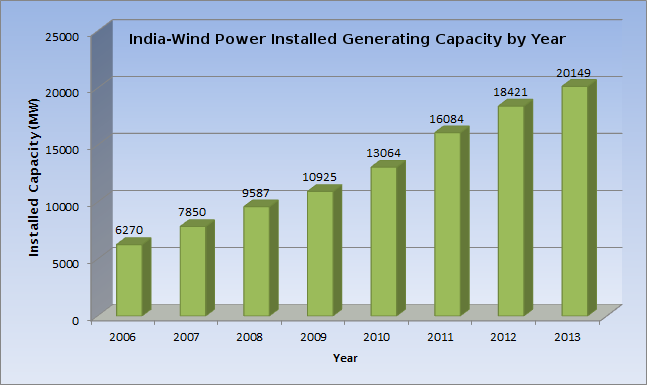
Der Anstieg der installierten Leistung von 2006 bis 2013

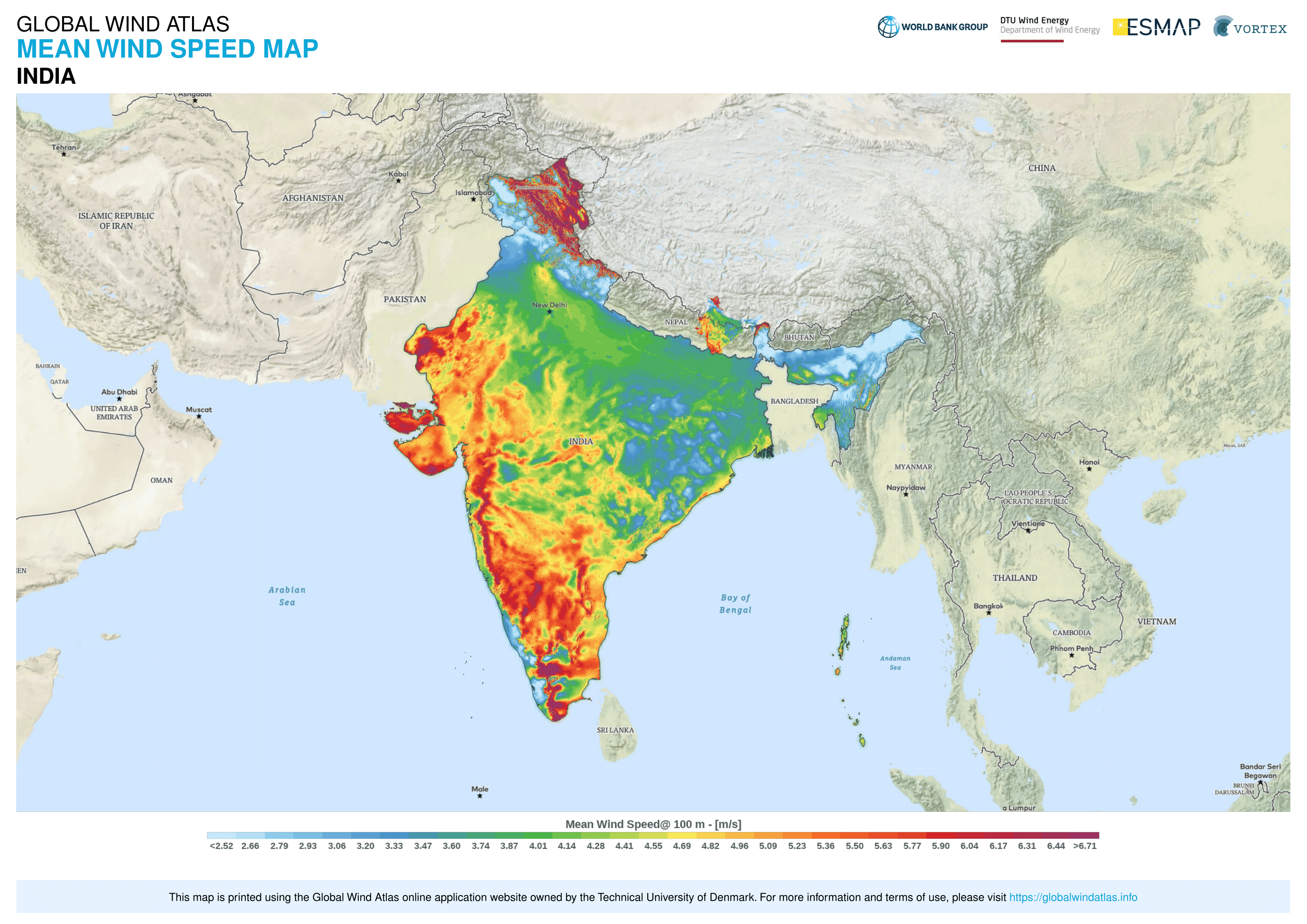
Mittlere Windgeschwindigkeit in Indien (Global Wind Atlas)

Ausbau der Onshore-Windenergie in Indien 2012–2022 auf Grundlage von Zahlen der IRENA

Die Windenergie in Indien spielt eine bedeutende Rolle bei der Stromerzeugung des Landes, mit ca. 18 % Anteil an der Erzeugung. Indien hatte Ende 2024 eine installierte Windleistung von 48,2 GW; Ende Mai 2025 waren es über 51 GW. Indien hat sich das Ziel gesetzt, bis 2030 140 GW Windleistung aufzubauen. Für dieses Ziel müssen also noch knapp 90 GW zugebaut werden. Es gibt 14 indische Hersteller von Windkraftanlagen, die zusammen jährlich Anlagen mit einer Gesamtleistung von 18 GW fertigen können.

## Installierte Leistung und Jahreserzeugung
Laut CIA verfügte Indien im Jahr 2020 über eine (geschätzte) installierte Leistung aller Kraftwerkstypen von insgesamt 432,768 Gigawatt (GW); der Stromverbrauch lag bei 1229,387 TWh. Bei Windkraftanlagen (WKA) stieg die installierte Leistung von 1,456 GW im Jahr 2001 auf 40,067 GW im Jahr 2021; die Jahreserzeugung stieg von 2,2 TWh im Jahr 2001 auf 78 TWh im Jahr 2021.
| Jahr | Inst. Leistung (MW) | Erzeugung (TWh) |
| ---- | ------------------- | --------------- |
| 2001 | 1456                | 2,2             |
| 2002 | 1702                | 2,7             |
| 2003 | 2125                | 3,6             |
| 2004 | 3000                | 4,5             |
| 2005 | 4430                | 6,2             |

| Jahr | Inst. Leistung (MW) | Erzeugung (TWh) |
| ---- | ------------------- | --------------- |
| 2006 | 6270                | 9,8             |
| 2007 | 7845                | 12              |
| 2008 | 9655                | 14              |
| 2009 | 10.926              | 19              |
| 2010 | 13.065              | 20              |

| Jahr | Inst. Leistung (MW) | Erzeugung (TWh) |
| ---- | ------------------- | --------------- |
| 2011 | 16.084              | 25              |
| 2012 | 18.421              | 30              |
| 2013 | 20.150              | 33              |
| 2014 | 22.465              | 36              |
| 2015 | 25.088              | 35              |

| Jahr | Inst. Leistung (MW) | Erzeugung (TWh) |
| ---- | ------------------- | --------------- |
| 2016 | 28.279              | 48,28           |
| 2017 | 32.848              | 54,99           |
| 2018 | 35.802              | 63,36           |
| 2019 | 37.529              | 67,61           |
| 2020 | 38.625              | 66,94           |

| Jahr | Inst. Leistung (MW) | Erzeugung (TWh) |
| ---- | ------------------- | --------------- |
| 2021 | 40.067              | 74,39           |
| 2022 | 41.930              | 76,52           |
| 2023 | 44.736              | 92,82           |
| 2024 | 48.156              |                 |

## Verteilung der Windkraftanlagen
Folgende indische Bundesstaaten hatten im Januar 2024 die größte Gesamtleistung an Windenergieanlagen:
1. Gujarat 11249 MW (24,9 %)
2. Tamil Nadu 10458 MW (23,2 %)
3. Karnataka 5918 MW (13,1 %)
4. Rajasthan 5196 MW	(11,5 %)
5. Maharashtra 5195 MW (11,5 %)
6. Andhra Pradesh 4097 MW (9,1 %)

Zu diesem Zeitpunkt war die in Indien installierte Leistung 45154 MW.